# Pukë
Pukë là một đô thị trong quận Pukë thuộc hạt Shkodër, Albania. Dân số năm 2005 là 4588 người.